# 칭화둥루시커우역
칭화둥루시커우역(중국어: 清华东路西口站)은 중국 베이징시 하이뎬구 쉐위안 가도·둥성 지구 경계의 허칭로·솽칭로·칭화 동로 교차로에 위치한 베이징 지하철 15호선의 지하철역이다. 2014년 12월 28일에 15호선 1단계 서부 구간 개통과 함께 개장되었다. 13호선 역사는 2024년 5월 착공하였다.

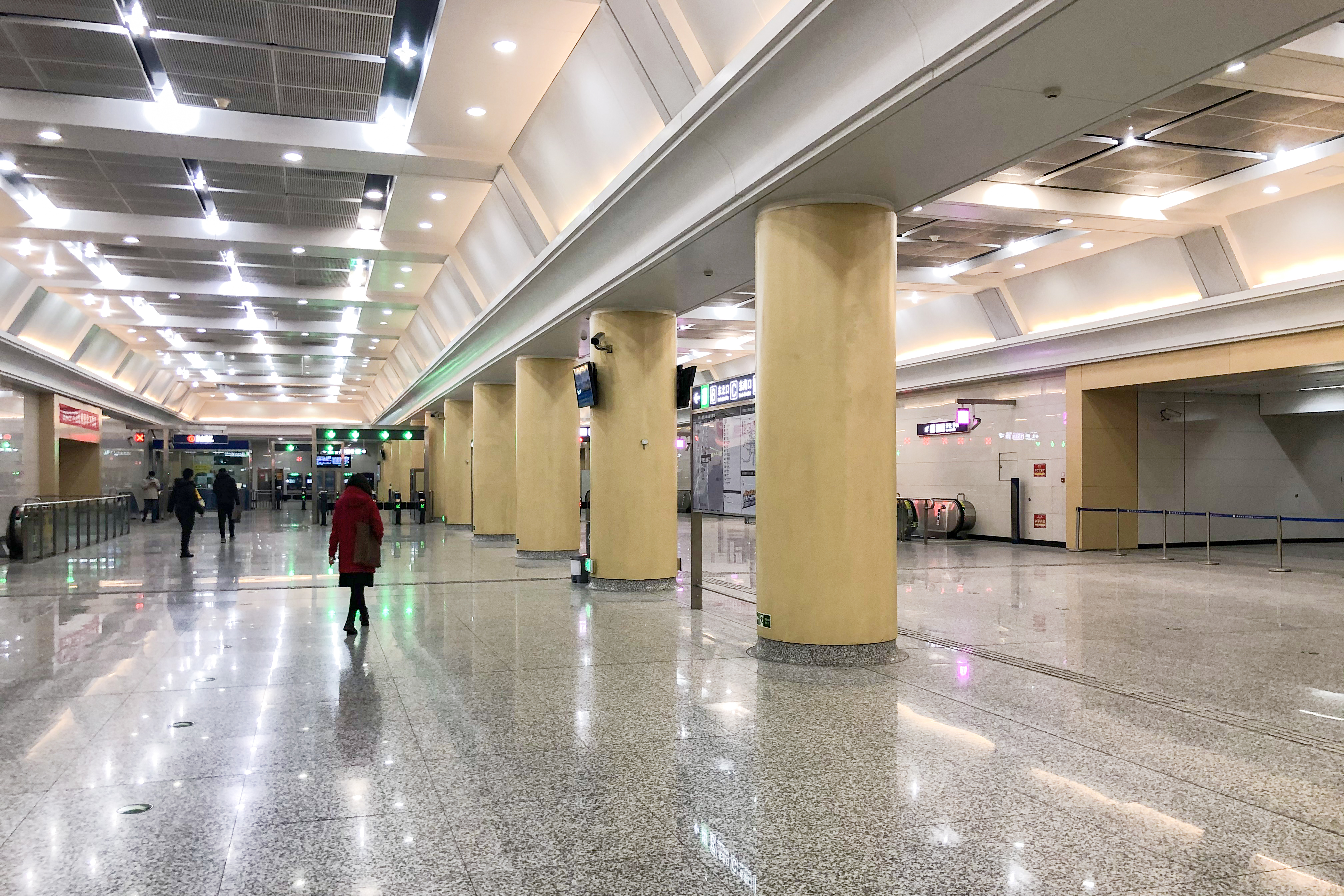
15호선 칭화둥루시커우역 대합실 (2021년 1월 촬영)

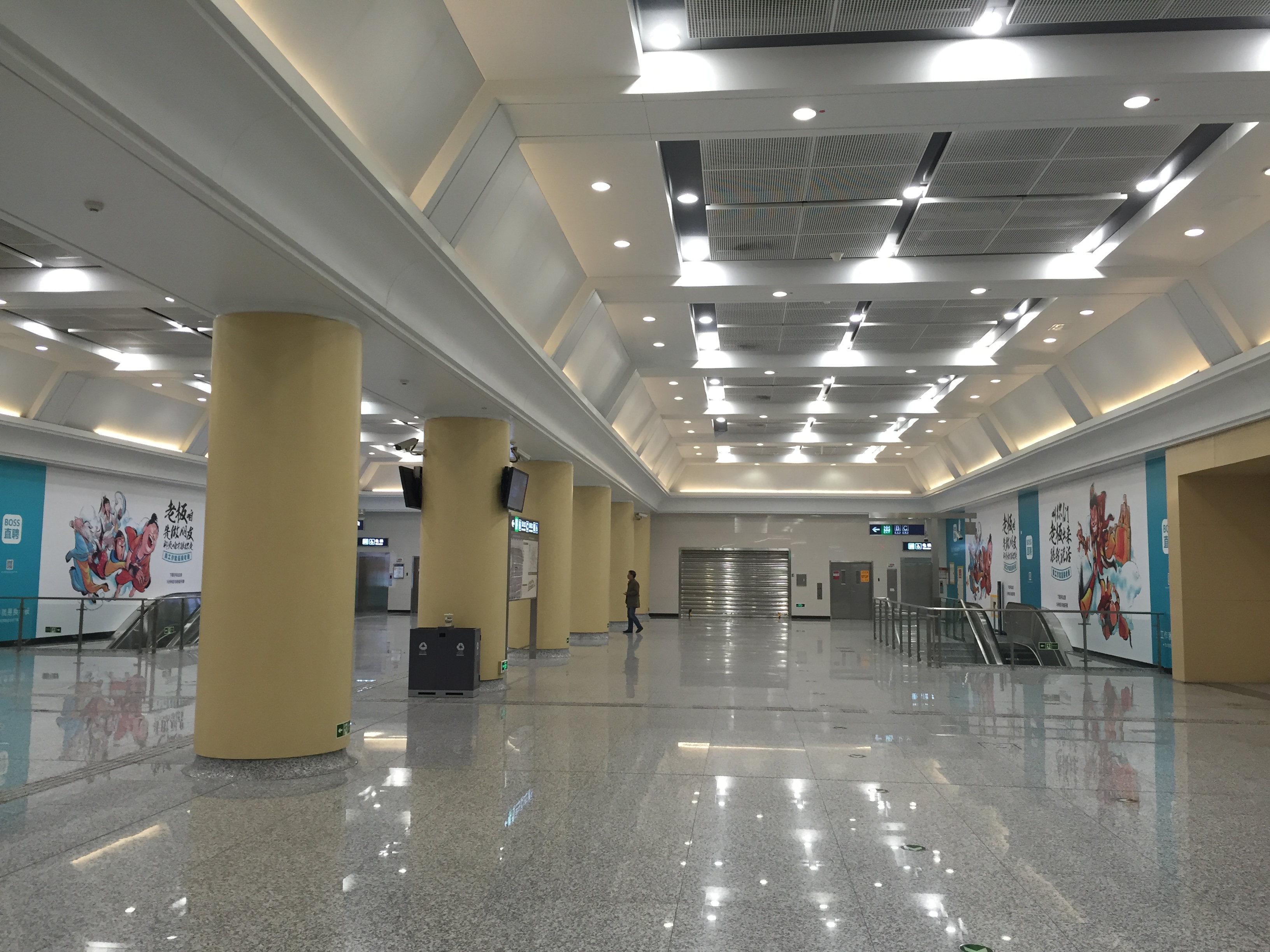
13호선 칭화둥루시커우역 환승 통로 예정지 (2016년 3월 촬영)

## 위치
이 역 15호선 역은 칭화 동로(동서 방향), 솽칭로(서남 - 동북 방향), 왕좡로(남북 방향), 징장 시외철도(남북 방향)의 교차점에 위치하며, 솽칭로 교차로 북쪽에 위치하며, 13호선 역은 철도의 서쪽에 위치하고 남북으로 평행하게 배열되어 있다. 15호선 역은 철도의 동쪽에 위치하며 동서 방향으로 배열되어 있다.

## 역명 논란
이 역은 칭화 대학와 베이징 임업 대학 사이에 있어 2013년 11월 역 이름을 "칭화둥역(清华东站)"으로 발표하여 린 교사와 학생들 사이에서 불만을 불러일으켰고 온라인에서 논란을 불러일으켰다. 린 교사와 학생들은 이 역이 베이징 임업 대학과 더 가깝기 때문에 "베이징 임업 대학역(北京林业大学站)"이라고 불러야 한다고 언급한 바 있다.

## 역 구조
이 역은 13호선 건설 당시 건설되지 않았다. 역 증설 조건만 유보되어 고가 상대식 승강장으로 시행할 계획이었다. 15호선 역 역시 지하역으로서 상대식 승강장으로 설계되었으며 지하 굴착공법을 이용하여 건설되었다. 또한, 15호선에서 상대식 승강장이 있는 유일한 역이다. 15호선 동쪽 끝에 건넘선이 있어 모든 열차가 역 앞으로 되돌아 오는 구조이다. 서쪽 끝에는 15호선의 모든 열차가 역을 지나 돌아오는 회차선이 존재한다. 본선의 끝은 서쪽으로 시위안까지 연장되도록 대비되어 있다.

### 층별 구조
| 지면층             | 출입구                              | B－C출입구                          |
| 지하 1층 대합실 층 | 15호선 대합실                       | 고객센터, 자동 발매기, 출입 게이트  |
| 지하 2층 승강장 층 | 상대식 승강장, 오른쪽 출입문이 열림 | 상대식 승강장, 오른쪽 출입문이 열림 |
| 지하 2층 승강장 층 | ←                                   | ■ 15호선 하차 전용 승강장           |
| 지하 2층 승강장 층 | →                                   | ■ 15호선 펑보 방면 (류다오커우)     |
| 지하 2층 승강장 층 | 상대식 승강장, 오른쪽 출입문이 열림 |                                     |

### 승강장
15호선 역에는 칭화 동로 지하에 2개의 상대식 승강장이 있다. 모든 승강장에는 스크린도어가 설치되어 있다.

## 출입구
|                         |                     |                                      |      |           |
| 출구                    | 지시                | 목적지                               | 사진 | 편의 시설 |
| 出口 · B                | 칭화 동로(清华东路) |                                      |      | 빈칸      |
| 出口 · C                | 칭화 동로(清华东路) | 칭화 동방 과기광장(清华同方科技广场) |      |           |
| 아이콘 설명: 엘리베이터 |                     |                                      |      |           |